# سوق خميس تمسمان

يوجد سوق خميس تمسمان في قبيلة تمسمان التي تنتمي إلى إقليم الدريوش شمال المملكة المغربية 
و هو سوق أسبوعي يرتاده المواطنون الذين يقطنون في القرى المجاورة له وكذلك يأتي إليه أناس بعيدون عن تمسمان من أماكن أخرى من الريف 
و يعد هذا السوق الأسبوعي أكبر سوق قروي في قبيلة تمسمان وفي كل القبائل المجاورة لها
فهو يحتوي على الكثير من المحلات التجارية والكثير من الأماكن المخصصة لجل أنواع السلع 
مثل الخضار والأسماك واللحوم والمواشي والسلع الغذائية وكل ما يحتاج إليه المواطنون القرويون 
و يكون هذا السوق ممتلئا بالناس في يوم الخميس وفي يوم الأحد يكون فيه عدد صغير من المتسوقين 
و يفتح على مدار الأسبوع لكنه يعمر فقط بشكل أساسي في يومي الخميس والأحد 
و يوجد له أربعة أبواب لدخول السلع وكذلك السيارات والشاحنات
يعتبر سوق خميس تمسمان من أقدم الأسواق بمنطقة الريف في شمال المغرب والمعروف على الصعيد المحلي والوطني باعتباره من الأسواق الكبيرة في المغرب.

## الموقع الجغرافي وسنة الظهور
يقع سوق خميس تمسمان بالجماعة القروية تمسمان التابعة لـ إقليم الدريوش على مساحة قدرها 1 كلم وينعقد مؤقتا مرتين كل أسبوع يومي الخميس والأحد على المسطح الهضبي الواقع على الضفة اليمنى لـ واد أمقران على بعد 2 كلم من بلدة كرونة مقر جماعة تمسمان.
هذا ويعتبر سوق خميس تمسمان من أقدم الأسواق بالمنطقة إذ يجهل لحد الآن سنة ظهوره بالضبط فحسب بعض الكتب المتناولة للاسواق المغربية نجد المؤرخ محمد حسن الوزان في كتابه «وصف أفريقيا» يذكر أن عهد السوق يعود إلى القرن السادس عشر، وحسب الذاكرة الشعبية للمنطقة فان اتخاذ السوق الاسبوعي شكله الحالي والمكان الذي ينعقد فيه الآن يعود إلى سنوات الاستعمار الإسباني للمنطقة فقط.

## الموقع الاستراتجي وتنوع المعروضات ساهم في اشعاع السوق
ساهمت أشغال تعبيد بعض الطرق الرئيسية والثانوية في تسهيل ولوج ساكنة المدن القريبة إلى السوق الاسبوعي خميس تمسمان خصوصا بعد فتح الطريق الثلاثية رقم 8114 لربط المنطقة بالناظور عبر ابن طيب وتفرسيت وتعبيد الطريق الرابطة بين الحسيمة وتمسمان في الانعكاس بالإيجاب على اشعاع السوق وجاذبيته إلا أن هذه الطرق كلها أصبحت الآن مهترئة وغير صالحة للاستعمال بسبب الإهمال التي طالها من طرف المسؤولين الا انه رغم ذلك ما زال السوق يعرف حركة تجارية قوية وواسعة بسبب تنوع معروضاته وخدماته حيث نجد في ثنايا هذا السوق بالإضافة إلى الخضروات واللحوم والأسماك نقطا لبيع التجهيزية المنزلية والإنتاجية الخفيفة البسيطة وبضائع خاصة بالبوادي والقرى وكذا منتوجات الصناعة التقليدية والعصرية التي تعرض تبعا للفصول والمناسبات (أعياد.حفلات....) لتساير بذلك التحول الحاصل في المنطقة ليشكل بذلك السوق قطبا حيويا وفعالا في المنطقة.
فلاح السوق بالمنطقة لم يستفد من اشعاع السوق
رغم الموقع الاستراتجي للسوق ونشاطه الواسع والذي قد يوحي إلى كل زائر للمنطقة ان فلاح السوق بالمنطقة يعرف تطورا ملحوظا في إنتاجه الذي أدى إلى تحسين أوضاعه الاجتماعية إلا أن ذلك ليس صحيحا بل ان فلاح السوق بالمنطقة لا يستقي حيويته من محيطه الذي هو عبارة عن منطقة فقيرة من حيث مواردها الطبيعية الهشة بل ان حيويته تعود إلى التحويلات المالية للجالية التمسمانية المقيمة بالخارج التي تدخل إلى المنطقة اما كاستثمارات محلية أو كاستهلاك وهكذا يرتقي السوق بفضل هذه التحولات المالية المهمة لان يكون نموذجا يحيل إلى مدينة تنبثق كل خميس على مساحة 6 هكتارات تجذب المئات من سكان القرى المجاورة وحتى من الأقاليم المجاورة.
ولوج السوق أصبح سلوكا اقتصاديا واجتماعيا لساكنة تمسمان
كما قلنا سابقا فان السوق خميس تمسمان ينعقد مرتين في الاسبوع يومي الخميس والأحد لكن يبقى يوم الخميس أهم يوم في الاسبوع الذي يعرف فيه السوق رواجا كبيرا وحركة تجارية واسعة حيث غدا ولوج السوق يوم الخميس من طرف سكان تمسمان سلوكا اقتصاديا واجتماعيا لا مناص منه يجدد من خلاله انتمائه للمنطقة عبر اقتناء حاجيتها وابرام صفقات محلية معينة وعقد لقاءات الشاي قد تكون عائلية أو ترويجية تفك العزلة والتهميش وتعزز التفاعل وصلة الروابط وذلك بتبادل الاراء والأخبار.
على سبيل الختم
يبقى سوق خميس تمسمان أهم نقطة جذب بالجماعة بل بقبيلة تمسمان ككل يوفر خدمات متعددة لسكانها فهو عبارة عن ميكانيزم اجتماعي لإنتاج وتبادل الخيرات والخدمات اجمالا فهو نظام اقتصادي خاص تتميز به منطقة تمسمان عن غيرها.